# 锡格马林根城堡

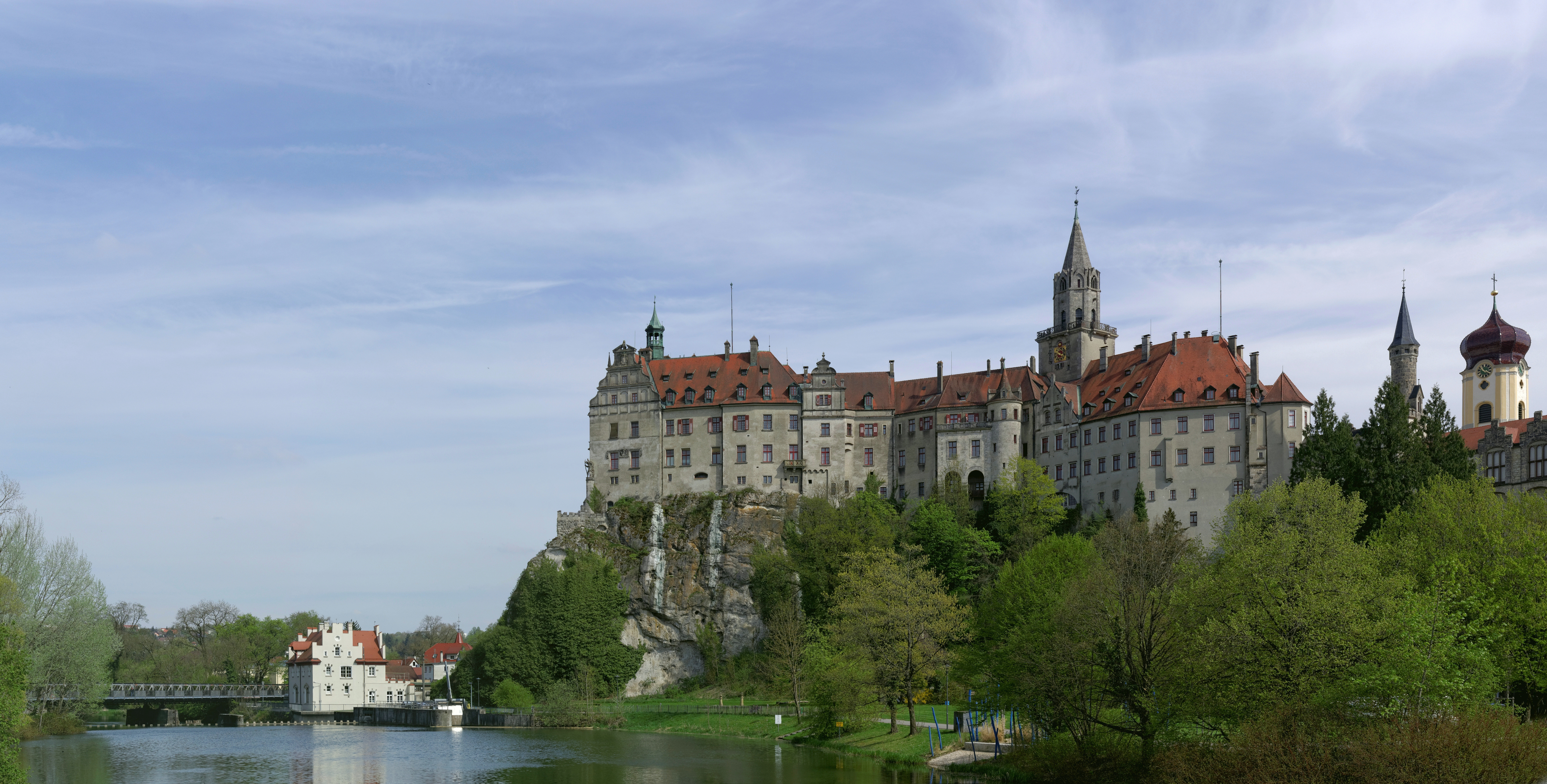
锡格马林根城堡西北观

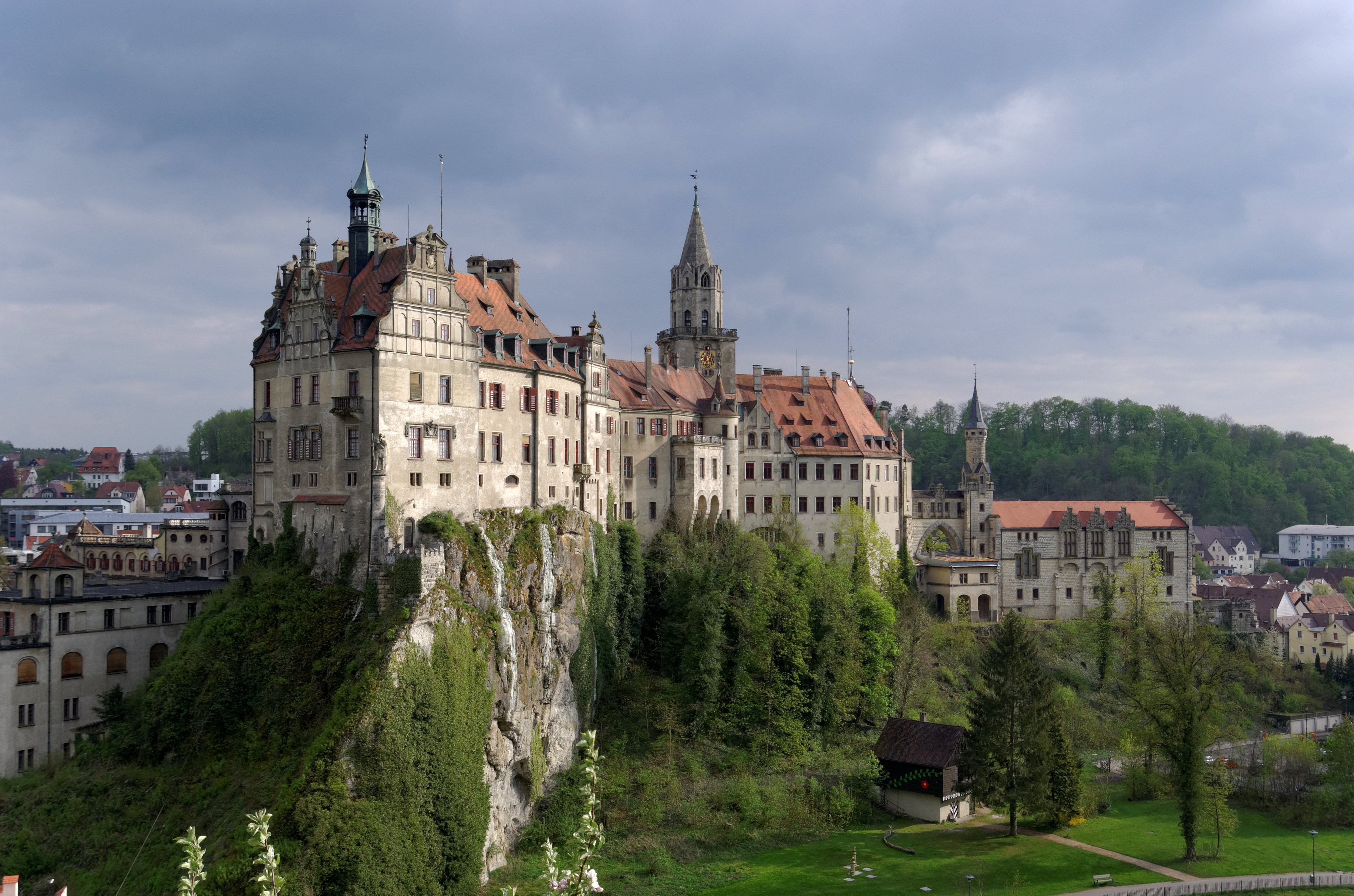
锡格马林根城堡东北观

锡格马林根城堡（德語：Schloss Sigmaringen）是位於德国巴登-符腾堡的锡格马林根的标志性建筑，原为霍亨索伦-锡格马林根侯国的政府驻地。城堡位于多瑙河畔的一座小山丘上。

## 历史
最早的遗迹可以追溯到11世纪早期，现在的建筑是1893年在火灾之后重建的，仅有个别中世纪城堡的塔楼残存。城堡原为霍亨索伦王朝的分支霍亨索倫家族施瓦本分支的财产。二战的安東方案後，城堡成为流亡的法国维希政府的驻地，即锡格马林根飞地。现为一座博物馆。